# Le Village de Dany
Le Village de Dany (Daniel Tiger's Neighborhood) est une série télévisée d'animation Américaine - Canadienne pour jeunes enfants créée par Angela Santomero, diffusée depuis le 3 septembre 2012 sur le réseau PBS.
Cette série est totalement inspirée des émissions de Fred Rogers où dès 1964 il présente et produit l'émission pour enfants Mister Rogers' Neighborhood, diffusée par la station de télévision éducative WQED (en), basée à Pittsburgh.
En France, elle est diffusée sur Piwi+, Canal+ Family et à partir du 1er janvier 2014 sur France 5 dans Zouzous.

## Synopsis
Dany est un tigre âgé de 9 ans qui vit dans un immense village peuplé de magnifique fleurs. Ses parents lui font comprendre les choses de la vie. Il est très proche de Mistrigri, une chatte belle mais égoïste. Dany a une soeur de 3 ans nommé Marguerite, gentille et admirante.

### Voix originales
- Jake Beale : Dany le tigre (Daniel Tiger)
- Heather Bambrick : la mère de Dany (Mom Tiger)
- Ted Dykstra : le père de Dany (Daniel Striped Tiger)
- Amaria Faulkner : (Katerina Kittycat)
- Teresa Pavlinek : (Henrietta Pussycat)
- Zachary Bloch, puis Stuart Ralston : Hou le hibou (O the Owl)

### Voix françaises
- Dany le Tigre : Balthazar Corvez (s.1 et 2) / Marie Perez (s.3)
- Maman Tigre : Sylvia Conti
- Papa Tigre : Philippe Lardaud
- Grand-père Tigre
- Prince Mercredi : Philémon Garnier (s.1) / Camille Garcia (s.2 et 3)
- Miss Mistigri : Julie Piccolo (s.1) / Arsinoé Corvez (s.2 et 3)
- Elena : Luna Luminet
- Hou le Hibou : Paul Perret (s.1) / Valentine Alaqui (s.2 et 3)
- Dr Hannah : Claire Beaudoin
- Maîtresse Juliette : Isabelle Bouchemaa
- Prince Mardi : Alexis Perret
- Stan le Musicien / M. Bonnenouvel : Jean-Christophe Quenon
- Madame Hélène / Madame Mistigri : Alexandra Roni Gatica
- Thibault Perriard
- Jodi Ornithorynque : Marie Sambourg
- Dr Ornithorynque : Le dentiste et peintre
- Teddy Ornithorynque
- Leo Ornithorynque
- Nana Ornithorynque : Le coiffeur
- Max : Clara Soares

 Source et légende : version française (VF) sur RS Doublage

## Diffusion internationale

### États-Unis
- La série est diffusée sur PBS, Nickelodeon & Cartoon Network depuis le 21 mars 2012 pour la première chaîne, le 14 avril 2012 pour la deuxième chaîne et le 15 mai 2012 pour la troisième chaîne.
- La saison 1 a débuté du 21 mars 2012 au 14 février 2013.
- La saison 2 a débuté du 13 mars 2013 au 15 novembre 2013.
- La saison 3 a débuté du 17 mars 2014 au 14 février 2015.

### Canada
- La série est diffusée sur PBS, Nickelodeon & Cartoon Network depuis le 21 mars 2012 pour la première chaîne, le 14 avril 2012 pour la deuxième chaîne et le 15 mai 2012 pour la troisième chaîne.
- La version québécoise existe sur Radio-Canada depuis le 12 mars 2013.

### Royaume-Uni
- La saison 2 n'ayant jamais été diffusée au Royaume-Uni cette dernière vit sortir certains épisodes de cette saison en DVD. Elle fut cependant diffusée la-bas sur BBC le 15 novembre 2015.
- La saison 1 a été diffusée sur Five le 15 août 2012.

### France
- Nickelodeon & Cartoon Network sont les premières chaînes à avoir diffusé cette série respectivement depuis 2012 et 2013.
- La saison 1 est diffusée sur Piwi+ & France 5 depuis le 15 mai 2014.
- La saison 2 est diffusée sur les mêmes chaînes depuis le 15 mai 2015.

## Liste des épisodes

### Première saison (2012)
1. L'Anniversaire de Dany
2. Le Pique-nique
3. Dany visite l'école
4. Dany va chez le médecin
5. Dany se fait garder
6. Dany va à l'école
7. La Colère de Dany
8. Miss Mistigri se fâche
9. Jouer tous ensemble
10. Tout à l'envers !
11. Elena et Dany jouent à la fusée
12. Dany joue au château
13. Les Amis sont là pour s'aider
14. Dany et Hou racontent une histoire
15. Une surprise pour papa
16. Je t'aime, Maman
17. Voyage au Jardin Enchanté
18. Visite à la Fabrique de Crayons
19. Le Tigre-bolide de Dany
20. Miss Mistigri prête son tutu
21. Prince Mercredi va au petit coin
22. Dany va au petit coin
23. Le Jour de la cueillette
24. Dany aide son papa
25. Dany est impatient de présenter son livre
26. Une soirée au restaurant
27. Merci, grand-père Tigre !
28. La Fête du village
29. Le Vote du village
30. Le Vote de la classe
31. Les Goûteurs de légumes
32. Dany goûte un nouveau plat
33. Bonjour, Dany
34. Bonne nuit, Dany
35. Dany se fait faire une piqûre
36. Jour d'orage
37. Dany joue à la balle
38. Hou construit une tour
39. La Soirée pyjama
40. Dany dort sous la tente
41. On est tous uniques
42. Dany est unique
43. La Danse du Dragon
44. L'Anniversaire de maîtresse Juliette
45. Il faut ranger !
46. Grand ménage au village
47. Si on inventait ?
48. Super Dany !
49. Des émotions, des mots
50. En voiture !
51. Au bac à sable
52. Dany demande pardon
53. Il est temps de partir
54. Dany ne veut pas s'arrêter de jouer
55. Les Règles de sécurité
56. La Plage en toute sécurité
57. Le Jour des voisins (Partie 1 & 2)
58. Temps calme à la Fabrique d'horloges
59. Temps calme à la bibliothèque
60. La Nouvelle amie de Dany
61. Semblables et différents
62. Miss Mistigri choisit un déguisement
63. Le carnaval
64. La Fête du Flocon (Partie 1 & 2)
65. Jour de neige
66. L'Inséparable tutu
67. Dany a un rhume
68. Maman Tigre est malade
69. Petit Canard rentre chez lui
70. Dany se sent mis à l'écart
71. Dany se sent frustré
72. Frustration à l'école
73. Dany est jaloux
74. Jalousie à la Maison-Arbre
75. Les Sentiments des autres
76. Attentif aux autres à l'école
77. Le Chef de rang
78. Le Travail des voisins

### Deuxième saison (2013)
1. La famille Tigre s'agrandit
2. Dany apprend à être grand frère
3. Du temps pour Dany
4. Du temps pour Dany et pour le bébé
5. Les jeux sont différents
6. L'aire de jeux est différente avec le bébé
7. Dany répare Petit Train
8. Dany règle ses problèmes
9. Les amis de Dany disent non
10. Prince Mercredi ne veut pas jouer
11. Elena se fait mal
12. Dany se sent mieux
13. L'hiver de Dany
14. Le ballet de Casse-Noisette
15. Dany ne peut pas prendre Petit Train
16. Dany ne peut pas avoir ce qu'il veut
17. Tempête au village
18. Après la tempête
19. Dany fait une erreur
20. Erreurs de pâtissiers
21. Dany pense aux autres
22. Dany pense à bébé Marguerite
23. Pas de gilet rouge pour Dany
24. La nouvelle coiffure de maîtresse Juliette
25. La fête de l'amitié
26. La surprise de Dany
27. Dany prend soin de Boule de Neige
28. Le bain de Marguerite
29. Dany explore la nature
30. La randonnée de Dany
31. Des sentiments différents
32. Le jour des émotions
33. Deux sentiments en même temps
34. Le carnaval du village
35. Partager à la bibliothèque
36. Dany partage avec Marguerite
37. L'anniversaire du prince Mercredi
38. La chanson du bonheur
39. À la recherche de Boule de Neige
40. Les voisins peuvent toujours aider
41. Le stand de citronnade
42. On se fâche à la plage
43. Marguerite et Dany visitent la ferme
44. Lucioles et feu d'artifice
45. L'heure du carillon
46. La famille Tigre s'amuse